# Initiative populaire « tendant à encourager la construction de logements »
L'initiative populaire « tendant à encourager la construction de logements » dite initiative Denner est une initiative populaire fédérale suisse, rejetée par le peuple et les cantons le 5 mars 1972.

## Contenu
L'initiative demande l'ajout d'un article 34sexies à la Constitution fédérale instituant un fonds national pour la construction pour encourager la construction et l'acquisition de logements. Ce fonds doit permettre aux particuliers de financer l'achat un bien immobilier jusqu'à 90 % de sa valeur, grâce à des prêts hypothécaires dont le taux peut varier de 3 à 4½ % et doit être alimenté par un impôt direct sur la fortune et une taxe sur les produits d'exportation.
Le texte complet de l'initiative peut être consulté sur le site de la Chancellerie fédérale.

## Déroulement

### Contexte historique
Dans les années 1940, la Confédération organise trois campagnes successives d'encouragement à la construction de logements ayant permis la construction de quelque 87 000 objets au total : la première de 1942 à 1945 et la seconde de 1945 à 1947 sont prises dans le cadre des pouvoirs extraordinaires accordés au Conseil fédéral pendant la Seconde Guerre mondiale et ont pour but de relancer la construction tout en évitant une crise de l'emploi ; la troisième campagne, de 1948 à 1949, lancée sous la forme d'un arrêté fédéral pris le 8 octobre 1947, met de plus l'accent sur des considérations sociales en donnant explicitement la priorité à la réalisation de logements familiaux. Cette campagne sera arrêtée à la suite d'un refus populaire.
En 1958, un autre arrêté fédéral encourage la construction de logements sociaux en subventionnant partiellement les loyers ; cet arrêté est ensuite prolongé, puis inscrit dans la loi sur l'encouragement à la construction de logements qui pérennise cette méthode de subvention. Un additif constitutionnel approuvé le 20 mars 1964 prévoit cependant la suppression de toutes les prescriptions en matière de protection des loyers et des subventions pour la fin de l'année 1969.
Au début de l'année 1969, le Conseil fédéral propose au parlement plusieurs messages pour poursuivre sa politique d'encouragement à la construction : l'avis négatif concernant l'initiative populaire « pour le droit au logement et le développement de la protection de la famille » (qui sera rejetée en votation le 27 septembre 1970), celui sur l'initiative proposée par le canton de Vaud sur la protection des locataires ainsi qu'une proposition de prolongation des mesures d'encouragement à la construction de logements jusqu'au 31 décembre 1973. Cette dernière proposition est ammendée par le Parlement qui n'accepte cette prolongation que jusqu'au 31 décembre 1972, poussant ainsi le gouvernement à proposer un aménagement et une révision de l'encouragement à la construction.
Dans le cadre des discussions visant à cette révision législative et constitutionnelle, le groupe Denner lance sa propre proposition sous la forme de cette initiative.

### Récolte des signatures et dépôt de l'initiative
La récolte des 50 000 signatures nécessaires a débuté en août 1970, la date exacte n'a pas été conservée. Le 4 février 1971, l'initiative a été déposée à la chancellerie fédérale qui l'a déclarée valide le 18 février.

### Discussions et recommandations des autorités
Le parlement et le Conseil fédéral recommandent tous deux le rejet de cette initiative. Dans son message adressé à l'assemblée, le Conseil fédéral relève plusieurs points de l'initiative posant problème, en particulier le fait que la législature d'exécution doive entrer en vigueur au 1er janvier 1973 ce qui, tenant compte de la date prévue de votation et des délais référendaire est impossible. Il met également en avant le fait que les prêts hypotécaires seraient alloués directement par le fonds et non par une banque ce qui forcerait le fonds à disposer de son propre appareil bancaire et, de fait, à « étatiser le financement de la construction de logements d'utilité publique et de l'acquisition de logements ».
En revanche, le Conseil fédéral présente un contre-projet direct à l'initiative sous la forme de deux nouveaux articles constitutionnels spécifiant que la Confédération encourage la construction de logements et l'accès à la propriété d'un logement ou d'une maison en facilitant l'achat des terrains, en financant les recherches en matière de construction et en assurant la disponibilité des capitaux en période de besoin.

### Votation
Soumise à la votation le 5 mars 1972, l'initiative est refusée par la totalité des 19 6/2 cantons et 67,1 % des suffrages exprimés. Le tableau ci-dessous détaille les résultats par cantons :
Le contre-projet du gouvernement est, quant à lui, approuvé par la totalité des 19 6/2 cantons et 68,5 % des suffrages exprimés. Le tableau ci-dessous détaille les résultats par cantons pour ce contre-projet :